# Abel Deval
Pour les articles homonymes, voir Deval.
Abel Paul Marie Benjamin Boularan dit Abel Deval, né le 5 septembre 1863 à Alban (Tarn) et mort le 18 novembre 1938  à Paris 8e,, est un acteur et directeur de théâtre français.
Il est le frère de l'homme politique Louis Boularan (1850-1941), sénateur du Tarn de 1900 à 1909.

## Biographie
Abel Boularan entre au conservatoire d'art dramatique de Paris dans la classe d'Edmond Got. Il y obtient un premier accessit de tragédie en 1889 avant de faire ses débuts au théâtre du Parc à Bruxelles. Il joue par la suite au théâtre de la Porte-Saint-Martin, au théâtre du Châtelet et au théâtre de la Renaissance.
Dans le même temps, Boularan effectue des études de médecine jusqu'au doctorat. Il est docteur en médecine après sa thèse "présentée et soutenue le jeudi 15 décembre 1898" à la faculté de médecine de Paris, ayant pour titre Étude historique et critique de l'impétigo au point de vue bactériologique. Après avoir effectué son service militaire comme simple soldat de décembre 1886 à décembre 1887, il est nommé dans la réserve médecin-auxiliaire de réserve en mars 1895, promu médecin-aide-major de 2e classe en novembre 1899 (après son doctorat) puis médecin-aide-major de 1ère classe en août 1904, il est médecin-major de 2e classe en octobre 1911. Il fait l'objet d'une citation à l'ordre du gouvernement militaire de Paris n°10 en date du 23 ami 1913 pour "zèle et compétence dans sa participation aux travaux de l’École d'instruction du service de santé en 1912". C'est comme tel qu'il est mobilisé dans l'armée territoriale, compte tenu de son âge, en 1914. Il est promu médecin-major de 1ère classe et termine la guerre comme médecin-chef de l'hôpital complémentaire Chapsal.
Parallèlement, sous le nom de Deval ou de Boularan-Deval, il dirige le théâtre de l'Athénée de 1899 à 1914.
Il inaugure le Joli Théâtre en 1900, et en cède la direction à Gustave Quinson en 1903.
Il dirige la Comédie Marigny à partir de 1910.
Il est le père du dramaturge Jacques Deval et le grand-père de Gérard de Villiers et Bernard Eschasseriaux.

## Distinctions
- Officier de la Légion d'honneur (par décret du ministre de la Guerre du 9 juillet 1919 ; chevalier par décret du ministre de la Guerre du 8 janvier 1914)[7].
- Officier d'académie